# Viracochiella tuberculata
Viracochiella tuberculata är en kvalsterart som beskrevs av Hammer 1961. Viracochiella tuberculata ingår i släktet Viracochiella och familjen Ceratozetidae. Inga underarter finns listade i Catalogue of Life.